# Lars K. Beckman
Lars Knut Anders Gunnar Beckman, känd som Lars K. Beckman, född den 29 december 1936 i Stockholm, död där den 30 januari 2022, var en svensk jurist. Han var son till justitierådet Nils Beckman och advokaten Sigrid Beckman.
Beckman avlade juris kandidatexamen i Stockholm 1960. Efter tingstjänstgöring 1961–1963 blev han fiskal i Svea hovrätt 1964 och assessor där 1969. Han var vattenrättssekreterare 1965–1968, sakkunnig i justitiedepartementet 1970–1976, kansliråd där 1976–1977 och departementsråd 1977–1984. Beckman var justitieråd 1984–2003 och ledamot av lagrådet 1989–1991. Han utgav Tomträtt (tillsammans med Peter Westerlind 1989). Beckman vilar på Norra begravningsplatsen utanför Stockholm.